# Gornja Vrijeska
Gornja Vrijeska is een plaats in de gemeente Đulovac in de Kroatische provincie Bjelovar-Bilogora. De plaats telt 31 inwoners (2001).